# Henribautia
Henribautia är ett släkte av insekter. Henribautia ingår i familjen dvärgstritar.
Kladogram enligt Catalogue of Life:
| Henribautia | \| \| Henribautia beameri \| \| \| \| \| \| Henribautia hubbardi \| \| \| \| \| \| Henribautia nigricephala \| \| \| \| |
|             | \| \| Henribautia beameri \| \| \| \| \| \| Henribautia hubbardi \| \| \| \| \| \| Henribautia nigricephala \| \| \| \| |
|             | Henribautia beameri |
|             | |
|             | Henribautia hubbardi |
|             | |
|             | Henribautia nigricephala                                                                                                |
|             | |